# Пухляковская картинная галерея
Пухляковская картинная галерея  — картинная галерея в хуторе Пухляковский Усть-Донецкого района Ростовской области.
Адрес музея: Ростовская область, Усть-Донецкий район, х. Пухляковский, пер. Городской, 14.

## История и описание
«Пухляковская картинная галерея» была организована по инициативе писателя, автора романа «Цыган» А. В. Калинина, новочеркасского художника Бориса Плевакина, московских художников М. В. Савченковой, В. К. Нечитайло и др. Большой вклад в формирование художественного фонда галереи внес заслуженный художник России А. В. Тимофеев.
В августе 1976 года в хуторе Пухляковский Усть-Донецкого района Ростовской области состоялось открытие картинной галереи. Первоначальный фонд галереи составили тридцать живописных работ, переданных галерее художниками городов Пензы, Москвы и Новочеркасска в дар писателю А. В. Калинину. Вначале галерея находилась в совхозной гостинице. В 1985 году галерея переехала в подготовленные для неё залы сельского дома культуры в хуторе Пухляковский, где и находится в настоящее время. С октября 1992 года галерея относится к Государственному бюджетному учреждению культуры Ростовской области (ГБУК РО) «Раздорский этнографический музей-заповедник».
В свое время для галереи были отобраны картины из Художественного фонда Союза художников РСФСР. Среди них работы известных российских живописцев, графиков, скульпторов, представляющие значительную художественную значимость. В настоящее время в «Пухляковской картинной галерее» представлено около сотни произведений российских художников. Для посетителей представляют интерес пейзажные миниатюры русского живописца Ивана Ивановича Крылова, созданные в 1900-х годах.
В галерее представлены работы художников И. Г. Фролова, Н. В. Овечкина, В. К. Нечитайло, А. С. Кулагина, М. В. Савченковой, В. А. Игошева, В. Ф. Шумилова, Н. И. Барченкова, С. С. Скопцова, А. В. Тимофеева, Цзянь Ши Луня; графиков Ф. Д. Константинова, А. А. Пахомова, Б. А. Непомнящего; скульптора-анималиста Е. А. Лансере, скульпторов В. Б. Шелова-Коведяева, О. С. Кирюхина, М. Н. Демьяненко, Г. И. Сатарова и других.
В выставочном зале галереи регулярно проводятся персональные выставки отечественных художников.